# Спенсер, Джон, 3-й граф Спенсер
Джон Чарльз Спенсер, 3-й граф Спенсер (англ. John Spencer, 3rd Earl Spencer; 30 мая 1782, Вестминстер, Большой Лондон, королевство Великобритания — 1 октября 1845, Уистон, Ноттингемшир, Соединённое королевство Великобритании и Ирландии) — британский аристократ и политический деятель. Был канцлером казначейства в правительствах лорда Грея и лорда Мельбурна в период с 1830 по 1834 год. С 1783 по 1834 года носил титул виконт Элторп. 

## Биография

### Ранние годы
Его отец, Джордж Спенсер, 2-й граф Спенсер, работал в кабинетах Питта-младшего, Чарльза Джеймса Фокса и лорда Гренвилла, был первым лордом Адмиралтейства (1794—1801). Он был женат на старшей дочери лорда Лукана. Их старший сын, Джон Чарльз, родился в Спенсер-хаусе, Лондон. В 1800 году после окончания школы Харроу он поступил в Тринити-колледж в Кембридже, где в течение некоторого времени активно занимался изучением математики, но затем большую часть своего времени проводил на охоте и скачках. В 1804 году стал депутатом Палаты общин от Окхэмптона в Девоне. В 1806 году был переизбран от Сент-Олбанса, получив назначение лордом казначейства. В ходе всеобщих выборов в ноябре 1806 года был избран от Нортгемптоншира и продолжал быть депутатом от графства, пока не унаследовал пэрство. В парламенте имел репутацию либерала, с 1813 по 1818 год участвовал в заседаниях лишь изредка. 13 апреля 1814 года Спенсер женился на Эстер Аклом (сентябрь 1788 — 11 июня 1818). После её смерти в возрасте 29 лет во время родов вместе с ребёнком более не вступал в брак.

### Лидер Палаты общин
В 1819 году, вернувшись в политическую жизнь после смерти жены, он инициировал проведение реформ в области законодательства о банкротстве и выплате мелких долгов, что было реализовано до 1825 года. В течение большей части царствования Георга IV виги теряли своё влияние в государстве, из их недостатка сцепления, но лишь до 1830 года, когда Спенсер был выбран их лидером в Палате общин. В правительстве лорда Грея он был одновременно лидером Палаты общин и канцлером казначейства, сыграв, наряду с Джоном Расселом, важную роль в принятии избирательной реформы 1832 года и в принятии нового фабричного законодательства в 1833 году.

### Последние годы
После раскола в 1833 году правительства вигов и смерти своего отца в 1834 году лорд Спенсер отказался от работы в правительстве и вернулся к жизни в своём имении, занимаясь с этого времени только управлением своим хозяйством, хотя формально числился в Палате лордов. Стал первым президентом основанного в 1838 году Королевского сельскохозяйственного общества. Скончался бездетным в Уистоне, титул и имение унаследовал его брат Фредерик.